# Kuzemerbalk
Kuzemerbalk – wieś w Holandii, w prowincji Groningen, w gminie Grootegast. 